# هیوگی کای
هیوگی کای (به ژاپنی: 日本労働組合評議会 Hyōgikai) یک مرکز صنفی یا سندیکا در ژاپن بود که از سال ۱۹۲۰ فعالیت می‌کرد. از اواخر سال ۱۹۲۵، هیوگیکای دارای ۵۹ اتحادیه کارگری وابسته و حدود ۳۵۰۰۰ عضو بود. این سازمان به دبیرخانه اتحادیه صنفی پان اقیانوس آرام وابسته بود. هنگامی که این سازمان در بهار ۱۹۲۸ توسط دولت سرکوب شد، دارای ۱۱ شورای منطقه ای، ۸۲ اتحادیه وابسته و حدود ۲۳۰۰۰ عضو بود.